# Patriofelis
Patriofelis ist eine ausgestorbene Gattung aus der Ordnung der Oxyaenodonta, die vor etwa 45 Millionen Jahren im Mittleren Eozän in Nordamerika gelebt hat. Die Gattung erhielt ihren Namen im Jahr 1870 vom amerikanischen Paläontologen Joseph Leidy.

## Morphologie
Patriofelis war in etwa von der Größe eines heutigen Jaguars, hatte kurze Beine und einen langen Schwanz. Er hatte sehr breite Pfoten, was darauf schließen lässt, dass Patriofelis nicht besonders schnell rennen, dafür aber umso besser schwimmen konnte. Er war ohne Berücksichtigung des Schwanzes zwischen 1,20 Meter und 1,80 Meter lang und 40 bis 90 Kilogramm schwer. Seine Größe betrug maximal 70 Zentimeter.

## Lebensweise
Es ist davon auszugehen, dass er, ähnlich wie die heutigen Jaguare, häufig im Wasser jagte. Er lauerte seiner Beute vermutlich aus dem Hinterhalt auf, da er bei einer Verfolgungsjagd durch seine mangelnde Geschwindigkeit geringe Erfolgschancen gehabt hätte. Somit unterscheidet sich Patriofelis ganz entscheidend von seinem Vorgänger Oxyaena, der vorzugsweise auf Bäumen jagte. Potenzielle Beutetiere von Patriofelis könnten kleinere Säugetiere und auch kleine prähistorische Pferde gewesen sein, denen er auflauerte, während sie tranken. Außerdem wird davon ausgegangen, dass Patriofelis über einen Kiefer verfügte, der kräftig genug war, um auch Schildkrötenpanzer problemlos zu knacken.

## Fundorte
Bekannte Fundorte von Patriofelis sind der Südwesten von Wyoming und das John Day Fossil Beds National Monument im Bundesstaat Oregon.